# When Johnny Comes Marching Home

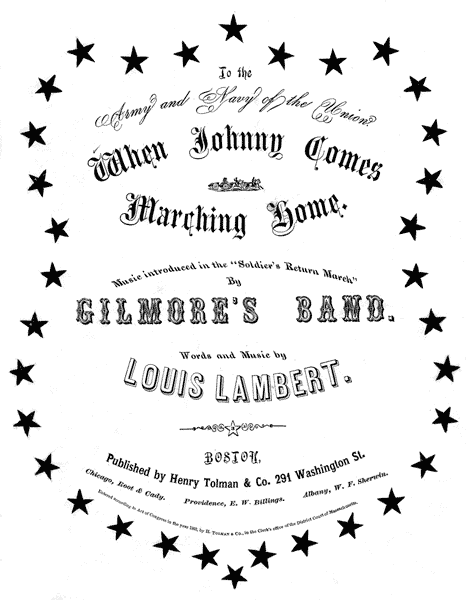
Okładka Utworu muzycznego, 1863

When Johnny Comes Marching Home (czasami znana również jako When Johnny Comes Marching Home Again) – popularna amerykańska piosenka z czasów wojny secesyjnej.
Pierwszy raz opublikowana w 1863, tekst piosenki został napisany przez Patricka Gilmora (pseudonim Louis Lambert) i opowiada o powrocie młodego mężczyzny do domu z wojny. Tekst piosenki chwali wojnę, zwycięstwo i bohaterstwo. Odpowiedzią na ten antypokojowy wydźwięk była irlandzka piosenka  "Johny I Hardly Knew Ye"  opowiadająca o żołnierzu, który uciekł od dziewczyny i dziecka, które mu powiła - na wojnę, gdzie został kaleką, a po powrocie żebrakiem.
Utwór był wykorzystywany w wielu filmach, np. Stalag 17 (1953), Jak zdobywano Dziki Zachód (1963), Doktor Strangelove, czyli jak przestałem się martwić i pokochałem bombę (1964) czy Szklana pułapka 3 (1995).

## Pełny tekst
When Johnny comes marching home again,

Hurrah! Hurrah!

We’ll give him a hearty welcome then

Hurrah! Hurrah!

The men will cheer and the boys will shout

The ladies they will all turn out

And we’ll all feel gay when Johnny comes marching home.
The old church bell will peal with joy

Hurrah! Hurrah!

To welcome home our darling boy,

Hurrah! Hurrah!

The village lads and lassies say

With roses they will strew the way,

And we’ll all feel gay when Johnny comes marching home.
Get ready for the Jubilee,

Hurrah! Hurrah!

We’ll give the hero three times three,

Hurrah! Hurrah!

The laurel wreath is ready now

To place upon his loyal brow

And we’ll all feel gay when Johnny comes marching home.
Let love and friendship on that day,

Hurrah, hurrah!

Their choicest pleasures then display,

Hurrah, hurrah!

And let each one perform some part,

To fill with joy the warrior’s heart,

And we’ll all feel gay when Johnny comes marching home